# ديفون وليامز
ديفون وليامز (بالإنجليزية: Devon Williams)‏ (8 أبريل 1992 بكينغستون في جامايكا - ) هو لاعب كرة قدم جامايكي في مركز الوسط. شارك مع منتخب جامايكا تحت 20 سنة لكرة القدم ومنتخب جامايكا لكرة القدم. أما مع النوادي، فقد لعب مع Pittsburgh Riverhounds U23 ‏ ونيو يورك ريد بولز 2.

## وصلات خارجية
- ديفون وليامز على موقع قاعدة بيانات كرة القدم.إي يو (الإنجليزية)
- ديفون وليامز على موقع ناشيونال فوتبول تيمز (الإنجليزية)
- ديفون وليامز على موقع Soccerway.com (الإنجليزية)
- ديفون وليامز على موقع عالم كرة القدم.نت (الإنجليزية)